# Präfekturen Togos
Die Präfekturen Togos bilden die Verwaltungsebene unterhalb der fünf Regionen des westafrikanischen Staates Togo. Im Jahr 2020 existierten 39 Präfekturen, sowie die Hauptstadt Lomé. Die Präfekturen sind jeweils unterteilt in Kommunen.

## Geschichte
Zum Zeitpunkt der Unabhängigkeit Togos von Frankreich bestanden 4 Regionen, die weiter in 17 „Kreise“ (circonscriptions) unterteilt waren. 1981 erfolgte eine grundlegende Verwaltungsreform. Die nunmehr 21 Kreise hießen nun „Präfekturen“ (préfectures) und es wurden zusätzlich neun „Unterpräfekturen“ (sous-préfectures) eingerichtet (Kpendjal, Tandjouare, Dankpen, Blitta, Est-Mono, Moyen-Mono, Danyi, Agou, Avé). Im Jahr 1992 erhielten die neun Unterpräfekturen den Status von Präfekturen, womit sich die Gesamtzahl der Präfekturen auf 30 erhöhte. In den folgenden Jahren wurden weitere vier Unterpräfekturen geschaffen (Akébou, Bas-Mono, Kpélé-Akata und Cinkassé). Mit dem Gesetz Nr. 2009-027 vom 3. Dezember 2009 erhielten diese vier Unterpräfekturen den Status von Präfekturen. Zusätzlich wurde die neue Präfektur Anié durch Abtrennung von der Präfektur Ogou, sowie die neue Unterpräfektur Plaine du Mô geschaffen. Damit war Togo in 35 Präfekturen und eine Unterpräfektur aufgeteilt. Am 27. Mai 2016 billigte das Parlament Togos die Einrichtung von vier neuen Präfekturen: Mô (Verwaltungssitz Djarkpanga), Agoè-Nyivé (Verwaltungssitz der gleichnamige Ort), Oti-Sud (Verwaltungssitz Gando) und Kpendjal-Ouest (Verwaltungssitz Naki-Est).

## Aktuelle Einteilung

Präfekturen von Togo (2020)

Im Folgenden sind die Präfekturen (Stand 2016) nach Regionen geordnet unter Angabe des jeweiligen Verwaltungssitzes der Präfektur aufgeführt:
| Präfektur         | Verwaltungssitz | Region   |
| ----------------- | --------------- | -------- |
| Cinkassé          | Cinkassé        | Savanes  |
| Kpendjal Ouest    | Naki Est        | Savanes  |
| Kpendjal          | Mandouri        | Savanes  |
| Oti               | Sansanné-Mango  | Savanes  |
| Oti Sud           | Gando           | Savanes  |
| Tandjouaré        | Tandjouaré      | Savanes  |
| Tône              | Dapaong         | Savanes  |
| Assoli            | Bafilo          | Kara     |
| Bassar            | Bassar          | Kara     |
| Bimah             | Pagouda         | Kara     |
| Dankpen           | Guérin-Kouka    | Kara     |
| Doufelgou         | Niamtougou      | Kara     |
| Kéran             | Kandé           | Kara     |
| Kozah (oder Koza) | Kara            | Kara     |
| Blitta            | Blitta-Garé     | Centrale |
| Sotouboua         | Sotouboua       | Centrale |
| Tchamba           | Tchamba         | Centrale |
| Tchaudjo          | Sokodé          | Centrale |
| Mô                | Djarkpanga      | Centrale |
| Agou              | Agou-Gadjepe    | Plateaux |
| Amou              | Amlamé          | Plateaux |
| Akébou            | Kougnohou       | Plateaux |
| Anié              | Anié            | Plateaux |
| Danyi             | Danyi-Apéyémé   | Plateaux |
| Est-Mono          | Elavagnon       | Plateaux |
| Haho              | Notsé           | Plateaux |
| Kloto             | Kpalimé         | Plateaux |
| Kpele             | Adeta           | Plateaux |
| Moyen-Mono        | Tohoun          | Plateaux |
| Ogou              | Atakpamé        | Plateaux |
| Wawa              | Badou           | Plateaux |
| Avé               | Kévé            | Maritime |
| Golfe             | Lomé            | Maritime |
| Lacs              | Aného           | Maritime |
| Vo                | Vogan           | Maritime |
| Yoto              | Tabligbo        | Maritime |
| Bas-Mono          | Afagnagan       | Maritime |
| Agoè-Nyivé        | Agoè-Nyivé      | Maritime |
| Zio               | Tsévié          | Maritime |
| Lomé (Kommune)    | –               | Maritime |

## Quelle
- Repartition de la Population Estimee (2000-2006) et de la Superficie par Prefecture, DGSCN Republique Togolaise, 2006